# Plomin
Plomin je malo staro naselje u općini Kršan, na jugoistočnoj obali Istre, nadomak grada Labina. 
Utvrđeni gradić smješten je na brežuljku, koji se 80 metara gotovo okomito spušta u Plominski zaljev, ima oko 125 stanovnika, a bio je naseljen još u rimsko doba. Antika mu je kao municipalnom središtu ostavila u naslijeđe ostake rimskih građevina, na čijim su temeljima tijekom srednjovjekovlja niknule crkve i kapele, a lijepa priroda i mir privlače posjetitelje. Spoj ilirske i hrvatske kulture predstavlja Plominski natpis. S plominskog Vidikovca pruža se pogled na cijeli Kvarnerski zaljev te otoke Cres i Lošinj, pa je Plomin prikladno turističko odredište kao dugovječni grad, na čijim su ulicama još živi tragovi prošlosti.

## Stanovništvo
| broj stanovnika | 1184  | 1256  | 324   | 330   | 386   | 408   | 1474  | 1556  | 298   | 129   | 179   | 125   | 114   | 137   | 124   | 113   | 96    |
|                 | 1857. | 1869. | 1880. | 1890. | 1900. | 1910. | 1921. | 1931. | 1948. | 1953. | 1961. | 1971. | 1981. | 1991. | 2001. | 2011. | 2021. |

## Šport
- NK Plomin, 2. ŽNL Istarska (2018./2019.)

## Vanjske poveznice
|  | Zajednički poslužitelj ima stranicu o temi Plomin    |
|  | Zajednički poslužitelj ima još gradiva o temi Plomin |